# Yovanny Arrechea
Yovanny Arrechea Amú (ur. 20 stycznia 1983 w Santander de Quilichao) – kolumbijski piłkarz występujący na pozycji napastnika, obecnie bez klubu. 
Jego brat Yair Arrechea również jest piłkarzem.

## Kariera klubowa
Arrechea jest wychowankiem akademii juniorskiej klubu América de Cali, jednak nie potrafiąc się przebić do seniorskiej drużyny, na początku 2004 roku udał się na wypożyczenie do drugoligowego Realu Cartagena. Tam spędził bardzo udany rok, będąc największą gwiazdą zespołu i dzięki zdobyciu dwudziestu bramek znacznie przyczynił się do wygrania przez ekipę rozgrywek Categoría Primera B w sezonie 2004, co zaowocowało awansem do najwyższej klasy rozgrywkowej. On sam powrócił jednak do Amériki i w Categoría Primera A zadebiutował w jej barwach 13 lutego 2005 w przegranym 1:2 spotkaniu z Atlético Nacional. Premierowe gole w pierwszej lidze kolumbijskiej zdobył natomiast 10 kwietnia tego samego roku w przegranej 3:5 konfrontacji z Atlético Junior, dwukrotnie wpisując się wówczas na listę strzelców. Przez kolejne dwa lata nie potrafił sobie jednak wywalczyć na stałe pewnej pozycji w wyjściowym składzie, rywalizując o miejsce w ataku z zawodnikami takimi jak José Moreno, Jairo Castillo czy Adrián Ramos i nie odniósł ze swoją drużyną żadnego sukcesu.
Wiosną 2007 Arrechea został wypożyczony do argentyńskiego Rosario Central, w tamtejszej Primera División debiutując 8 kwietnia 2007 w przegranym 1:2 meczu z Godoy Cruz. W zespole tym występował tylko sześć miesięcy, nie zdobywając ani jednego gola, po czym wrócił do swojej macierzystej Amériki Cali. Tam jednak przez kolejny rok ani razu nie pojawił się na boisku, przez co nie miał żadnego wkładu w osiągnięty przez drużynę tytuł wicemistrza kraju w wiosennym sezonie Apertura 2008. Bezpośrednio po tym osiągnięciu został zawodnikiem niżej notowanego Deportivo Pasto, gdzie spędził pół roku bez poważniejszych sukcesów, a następnie podpisał umowę z zespołem Independiente Santa Fe ze stołecznej Bogoty. W 2009 roku zdobył w jego barwach krajowy puchar – Copa Colombia, regularnie pojawiając się na boiskach. W styczniu 2009 przeszedł do innej drużyny ze stolicy – Millonarios FC, gdzie spędził rok, będąc jednym z najskuteczniejszych piłkarzy ligi, a także został królem strzelców Copa Colombia z jedenastoma bramkami na koncie.
Na początku 2011 roku Arrechea podpisał umowę z klubem Atlético Nacional z miasta Medellín, z którym w wiosennym sezonie Apertura 2011 zdobył swoje pierwsze mistrzostwo Kolumbii, pełniąc jednak wyłącznie rolę rezerwowego drużyny prowadzonej przez Santiago Escobara. Po upływie sześciu miesięcy wyjechał do Chin, gdzie za sumę 400 tysięcy euro przeszedł do zespołu Changchun Yatai. W Chinese Super League zadebiutował 14 lipca 2011 w zremisowanej 1:1 konfrontacji z Shandong Luneng, w której strzelił także pierwszego gola w nowym zespole. W Changchun występował przez kolejne pół roku jako podstawowy zawodnik, będąc najlepszym strzelcem drużyny, lecz mimo to w styczniu 2012 na zasadzie wypożyczenia przeniósł się do drugoligowego Hohhot Dongjin, którego barwy reprezentował przez rok, na koniec sezonu 2012 spadając z nim do trzeciej ligi chińskiej. Na początku 2013 roku zasilił meksykański Club León, w Liga MX debiutując 5 stycznia 2013 w zremisowanym 2:2 spotkaniu z Querétaro. Jedyną bramkę w lidze meksykańskiej strzelił 16 lutego tego samego roku w wygranym 2:0 pojedynku z San Luis.
Latem 2013 Arrechea powrócił do ojczyzny, po raz drugi w karierze zostając zawodnikiem Independiente Santa Fe, gdzie spędził nieudane pół roku, po czym podpisał kontrakt z ekipą CD Once Caldas z siedzibą w Manizales. Tam również występował przez sześć miesięcy bez większych sukcesów, będąc niemal wyłącznie rezerwowym.
| Sezon     | Klub                   | Kraj      | Rozgrywki            | Mecze | Bramki |
| --------- | ---------------------- | --------- | -------------------- | ----- | ------ |
| 2004      | Real Cartagena         | Kolumbia  | Torneo Postobón      | 30    | 20     |
| 2005      | América Cali           | Kolumbia  | Liga Postobón        |       | 9      |
| 2006      | América Cali           | Kolumbia  | Liga Postobón        |       | 2      |
| 2006/2007 | Rosario Central        | Argentyna | Primera División     | 7     | 0      |
| 2007      | América Cali           | Kolumbia  | Liga Postobón        | 0     | 0      |
| 2008      | América Cali           | Kolumbia  | Liga Postobón        | 0     | 0      |
| 2008      | Deportivo Pasto        | Kolumbia  | Liga Postobón        | 16    | 2      |
| 2009      | Independiente Santa Fe | Kolumbia  | Liga Postobón        | 31    | 8      |
| 2010      | Millonarios FC         | Kolumbia  | Liga Postobón        | 33    | 18     |
| 2011      | Atlético Nacional      | Kolumbia  | Liga Postobón        | 16    | 3      |
| 2011      | Changchun Yatai        | Chiny     | Chinese Super League | 14    | 6      |
| 2012      | Hohhot Dongjin         | Chiny     | China League One     | 25    | 8      |
| 2012/2013 | Club León              | Meksyk    | Liga MX              | 13    | 1      |
| 2013      | Independiente Santa Fe | Kolumbia  | Liga Postobón        | 14    | 1      |
| 2014      | CD Once Caldas         | Kolumbia  | Liga Postobón        | 6     | 0      |